# Johannes Amsinck (Mediziner)
Johannes Amsinck (* 17. Januar 1823 in Hamburg; † 7. September 1899 oder 8. Oktober 1899 ebenda) war ein deutscher Arzt.

## Leben
Johannes Amsinck war ein Sohn des Hamburger Kaufmanns Johannes Amsinck (1792–1879) und Emilie Amsinck (1799–1875), geborene Gossler. Nach dem Besuch der Universität Halle erfolgte 1846 seine Immatrikulation zum Studium der Medizin an der Universität Heidelberg. Dort wurde er 1848 zum Dr. med. promoviert, anschließend ließ er sich als Arzt in Hamburg nieder. Von 1851 bis 1855 war er Armenarzt. Amsinck gehörte von 1862 bis 1873 der Oberschulbehörde (bis 1871 interimistische Oberschulbehörde) an. Er verwaltete über drei Jahrzehnte die Bibliothek des Ärztlichen Vereins und unterhielt selbst eine medizinische Bibliothek.
Amsinck war 1862 und von 1871 bis 1877 Mitglied der Hamburgischen Bürgerschaft.
Johannes Amsinck heiratete 1878 Mathilde te Kloot (* 1845).